# Kohe Chrebek
Der Kohe Chrebek (auch Koh-e-Chrebek oder Koh-i-Chrebek; „Schneevogel-Gipfel“) ist ein 6290 m hoher Berg im Hindukusch in Afghanistan.

## Lage
Der Kohe Chrebek befindet sich in der Provinz Badachschan. Der Berg befindet sich im zentralen Abschnitt des Hindukusch. Seine Westflanke wird vom westlich verlaufenden Mundschan, dem rechten Quellfluss der Koktscha, entwässert. Die Ostflanke gehört zum Einzugsgebiet des Bashgal, einem rechten Nebenfluss des Kunar. 

## Besteigungsgeschichte
Der Kohe Chrebek wurde 1961 von einer deutschen Bergsteigergruppe aus Bremen unter der Führung von Josef Ruf erstmals bestiegen.